# Saint-Pardoux, Haute-Vienne
Saint-Pardoux este o comună în departamentul Haute-Vienne din centrul Franței. În 2009 avea o populație de 536 de locuitori.

## Evoluția populației
| An        | 1975 | 1982 | 1990 | 1999 | 2006 | 2009 |
| --------- | ---- | ---- | ---- | ---- | ---- | ---- |
| Populație | 497  | 465  | 482  | 466  | 513  | 536  |